# Wu Yingyin
Wu Yingyin, nome d'arte di Wu Jianqiu (吳健秋) (cinese tradizionale: 吳鶯音; cinese semplificato: 吴莺音; pinyin: Wú Yīng Yīn; Shanghai, 1922 – Los Angeles, 17 dicembre 2009), è stata una cantante cinese attiva soprattutto durante gli anni '40, nei quali diventò una delle Sette Grandi Star del Canto.

## Biografia
Nata in una famiglia di intellettuali con padre ingegnere chimico e madre medico, Wu imparò a cantare in tenera età ascoltando musica alla radio. A causa delle opposizioni dei genitori, non riuscì ad iscriversi alla Shanghai Academy of Music secondo i suoi desideri, tuttavia in seguito iniziò a cantare di nascosto nelle stazioni radio di notte, in particolare in programmi per bambini.

## Carriera
L'iniziale successo di Wu è dovuto soprattutto alla sua voce dolce e molto soft, che le permise di continuare a cantare con il nome d'arte di Wu Yingying senza che la sua famiglia sapesse.
Avendo imparato la maggior parte delle tecniche vocali da autodidatta, nel 1945 iniziò a cantare nei night club, con esibizioni acclamate che la portarono a partecipare, all'età di 24 anni, ad una competizione canora. Fu proprio grazie alla vittoria che ivi si aggiudicò, che fu scoperta dai discografici dell'etichetta di Hong Kong Pathé Records, che la misero subito sotto contratto. Il suo primo singolo, Wo Xiang Wang Le Ni (我想忘了你), divenne un immediato successo, e la Pathé Records produsse per lei circa 30 album.
Nel 1955, Wu si unì alla stazione televisiva di Shanghai 上海人民广播电台, tuttavia appena due anni più tardi, nel 1957, si trasferì ad Hong Kong dove continuò la carriera di cantante. Solo nel 1983 ritornò in Cina, precisamente a Canton, per delle registrazioni, e nel 1984 lasciò definitivamente Hong Kong per volare a Pasadena, in California. All'età di 80 anni, ancora cantava negli eventi delle comunità cinesi in occidente, soprattutto per cause di beneficenza, ed all'epoca ha detenuto il record del mondo come cantante più anziana ancora attiva.
Le sue ultime esibizioni ufficiali sono state a Singapore e, il 3 gennaio 2003, allo Shanghai Grand Theathre.